# 忍术

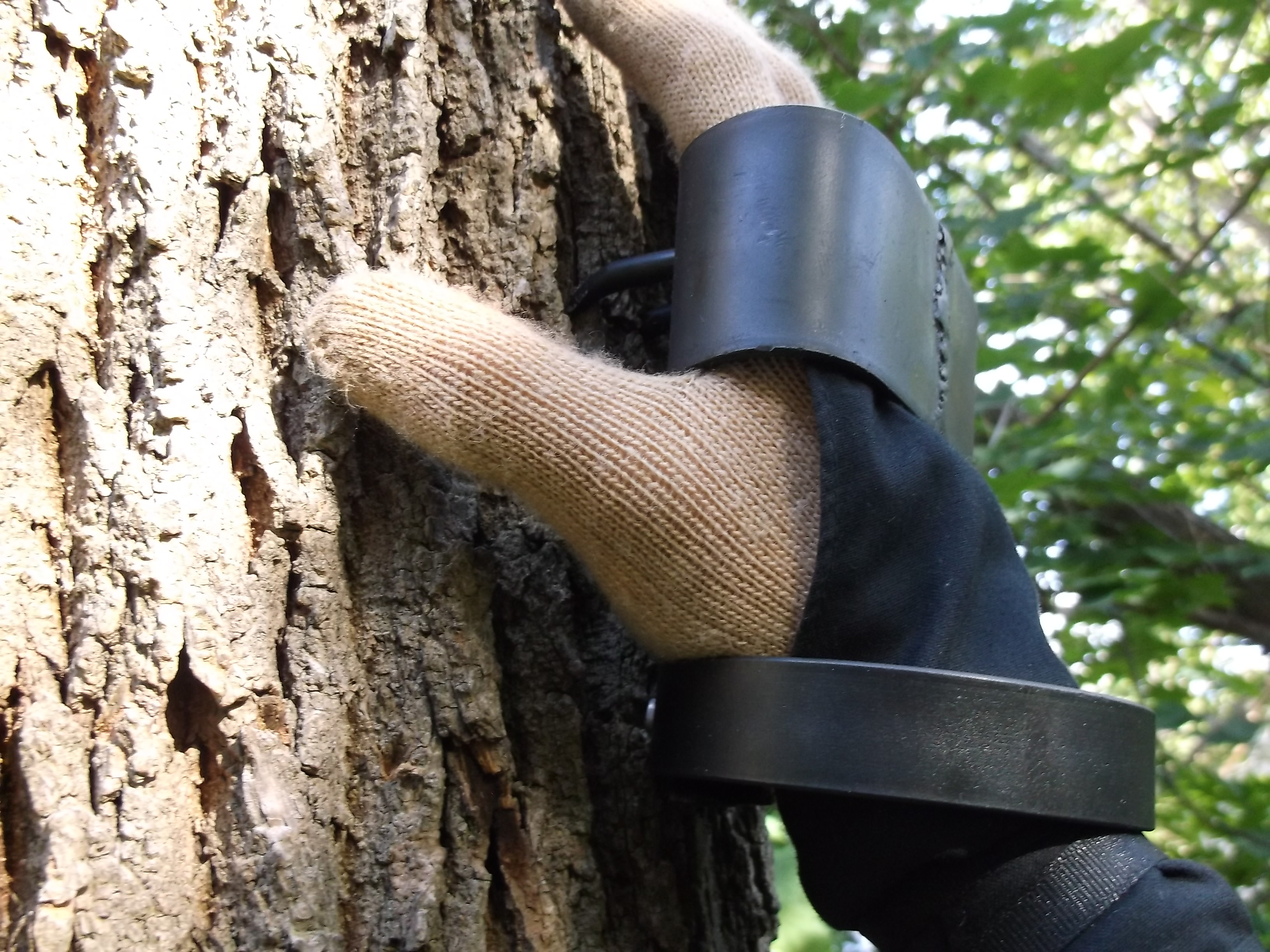
使用忍術道具攀爬

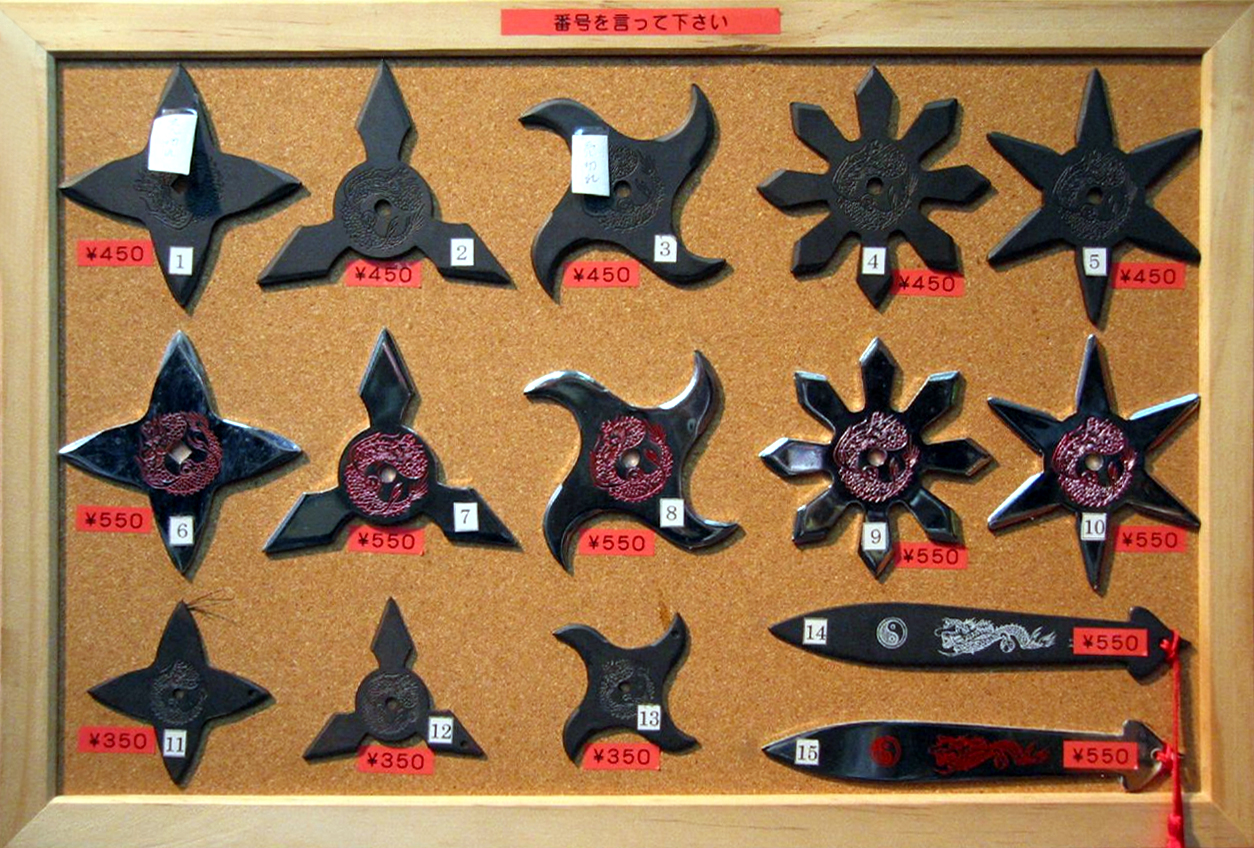
多種手裏劍

忍术是日本室町时代至战国时代与諜報、盗窃有关以及反制的技能总称，修練者稱為忍者。忍术的训练內容包括了伪装、逃跑、隐藏、格斗、地理學、医学和爆破。忍术起源於平安時代末期，其發源地為伊賀地區。但受东密影響，忍者最常用的九字護身法就是出自真言宗。
不同于神道中的忍法，忍术一般为军事而使用，是一种痲痺敌人的詐術或稱特種作戰技術。

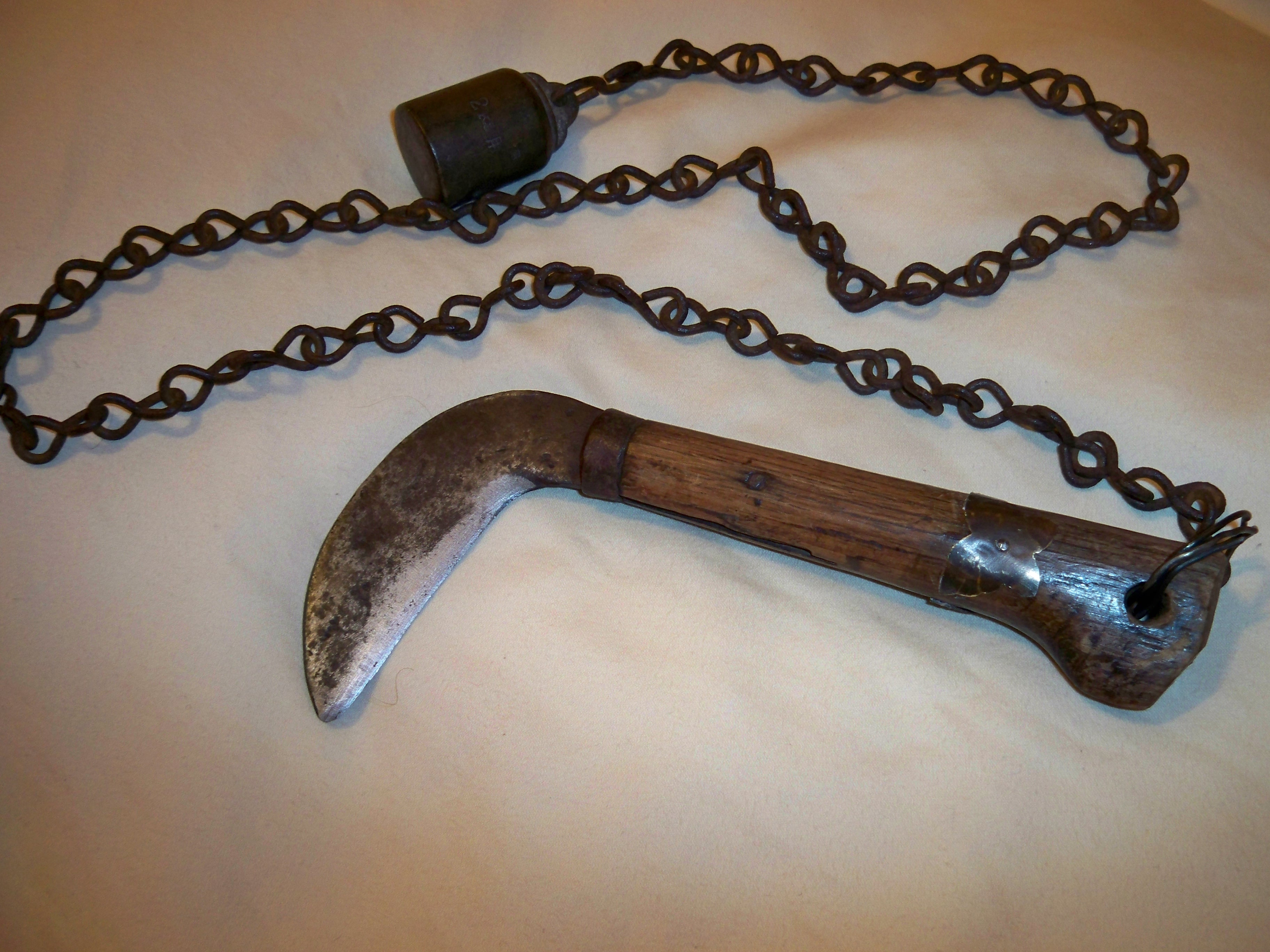
帶分銅鎖鐮

## 技術[1]
- 察氣術 - 一種最高層級忍術，根基於大量實戰經驗，透過第六感直覺察知行動方案的吉凶成敗、敵人是否接近等
- 始計術 - 精密策畫計畫的學問，長達數月或數年的謀劃蒐集敵對地區生活習慣、風俗、製作專用道具、設定關鍵人物名單、性格等
- 迎人術 - 判斷敵軍宿營可能地點的學問，以預先部署陷阱或偷襲計畫
- 柱男術 - 在敵城中煽動不滿群眾集結成叛亂勢力，降低攻城難度
- 里人術 - 敵方戰死士兵的父親通常對該國有不滿，將其吸收為長期當地消息的來源
- 身蟲術 - 在敵大將身上放了害蟲般，一種識人技巧看出對方心腹幹部中誰有不滿，加以策反
- 螢火術 - 比喻螢火蟲腹內著火，策畫假證據、假情境誣告敵重要將領謀反，借刀殺人除去
- 月水之術 - 如水中之月，著敵人軍服混入與敵人一同作戰，戰場關鍵時反戈背叛或逃兵，引發軍心動盪
- 空山谷之術 - 忍者與主君先串通好，表演成心有不滿的將領，釣出潛伏的敵忍與其接洽
- くノ一之術 - 隱晦寫法日文くノ一合起為一女字，利用女忍者各種特質潛入工作的方法
- 木葉隱法 - 在野外隱蔽整支軍隊的方法
- 五车之术 - 談話中攻擊心理的談判話術
  - 喜车之术 - 煽动对手以寻找机会
  - 怒车之术 - 激怒对手讓其失去冷静
  - 哀车之术 - 引起对手的同情放下戒備
  - 乐车之术 - 使对手羡慕自己将之拉入自己一方
  - 恐车之术 - 利用迷信或誇大使對手恐懼
- 天唾之术 - 反間計，偵測潛伏在身邊的忍者加以利用放出假消息
- 遁术 - 隱藏行蹤方法
  - 火遁之术 - 利用燃燒烟雾類的道具隱藏
  - 水遁之术 - 使用道具潜伏在水下
  - 木遁之术 - 利用丛林地形隱藏的技巧
  - 金遁之术 - 通过金属物品製造閃光或陷阱
  - 土遁之术 - 使用地道地穴逃脫或埋伏
  - 虫兽遁之术 - 养殖毒虫蛇丟出用以攻擊或引開敵方注意
- 大竹箆仕置術 - 竹子類陷阱製作法
- 釣押仕置術 - 懸掛重物類陷阱製作法
- 繩張疊立之術 - 布置繩索和鈴鐺讓敵人觸動，避免偷襲
- 百雷筒術 - 用火藥桶散射暗器製作法
- 霞扇子術 - 扇子中隱藏毒藥粉灑向敵方
- 狮子身中之术 - 獅子吼，或用道具製造大聲響達成嚇阻、引開注意
- 狸隱術 / 狸退術 - 像打獵般追蹤敵人行跡的方法、反剋隱藏自己形跡的方法
- 雪隱術 - 在雪地隱藏自己和隱藏足跡方法
- 速歩法 - 高速橫著走路和X型走路方法
- 跳躍術 - 鍛鍊跳高1.8米以上，跳遠4米以上和高處安全落地的技巧
- 家忍之術 - 侵入敵人房舍的技巧
  - 參差術 - 化妝和表演成敵人小兵，混入隊伍越過防線的技巧
  - 遇犬術 - 讓看門犬無法吠叫並將之除去的方法
  - 天井隱法 - 在天井結構建築隱藏方法
  - 床隱法 - 躲藏在床下蠻長一段時間不被發現的技巧
  - 觀音隱法 - 利用陰影、家具、建築結構隱身於敵人極近身邊
  - 穴蜘蛛之術 - 了解建築結構，挖掘地道從地基秘密侵入
  - 足並十法 - 走路的技巧，在不同材質地面隱藏腳步聲或偽裝成動物、小孩的腳步
  - 座定術 - 黑暗房間中得知敵人位置一擊暗殺的技巧
  - 扇子隱法 - 在面對面極近距離將扇子一拋，等扇子落地前人已消失，據說只有傳奇忍者服部半藏能做到
- 忍者八法 -忍者必修基本武术
  - 骨法 - 擒拿之類手法
  - 气合 - 內功和簡易醫療術
  - 剑术 - 武士刀法
  - 棒术 - 棍棒法
  - 枪术 - 長槍和鉤鐮槍法
  - 火术 - 爆破、縱火、滅火方法
  - 游艺 - 地理水文氣象知識
  - 教门 - 忍者行為規範
- 三不過之術 - 手裏劍三發以內命中目標
- 残心 - 手裏劍的極致使用技巧，在不利局面下用手裏劍打倒大量敵人之技巧
- 早寝刃之法 - 利用組合各種材料磨刀保持鋒利
- 飯綱之術 - 忍者迷信的咒術，用一對公母鹿皮、公母龜甲的祭祀流程，乞求飯繩權現賜與任務成功的好運。

### 各流派特術
- 白井流手裏劍術 - 據說能讓手裏劍迴旋速度增加
- 正木流鎖術 - 使用一種兩端分銅的特製鎖鏈
- 戸隱流劍法 - 戸隱流獨創的多種劍法，飛龍劍、霞之劍、無想劍、神傳夢想劍等
- 槍術九神之型 - 戸隱流獨創的多種槍法，飛鳥抛、一突挨、天地推等
- 八法秘劍 - 戸隱流使用小太刀的技巧
- 起承拳 - 戸隱流一種手刀拳法
- 指頭拳 / 指半拳 / 指針拳 - 戸隱流一套手指拳法
- 足躍 / 足起 - 戸隱流一種踢腿攻擊法
- 玉虎流骨指術 - 玉虎流一種拳法
- 虎倒流骨法術 - 將敵人快速打昏之法
- 天狗倒 - 伊賀流女忍者格鬥法，如何快速擊倒體力占優的男人

## 流派
- 伊賀流
- 甲賀流
- 黑川流
- 根来流
- 雜賀流
- 戶隱流
- 紀伊流
- 紀州流
- 名取流
- 戶田流
- 宇命流
- 楠木流
- 黑田流
- 白雲流
- 玉心流
- 武田流
- 中川流
- 羽黑流
- 上杉流
- 加治流
- 甲陽流
- 青木流
- 伊藤流
- 芥川流
- 松本流
- 松田流
- 忍光流
- 越前流
- 美濃流
- 松葉流
- 一全流
- 多羅尾流
- 理極流
- 服部流
- 百地流
- 波多野流
- 備前流
- 福島流
- 南蛮流
- 北条流
- 風馬忍法
- 薩摩忍法
- 福智流
- 松本(元)流

## 文学作品
- 萬川集海
- 甲賀忍法帖